# Улица Короленко (Казань)
Улица Короленко — магистральная улица, с двух-шестью полосной проезжей частью с разделительной полосой, в основной своей части расположенная в Ново-Савиновском районе города Казани.

## Происхождение наименования

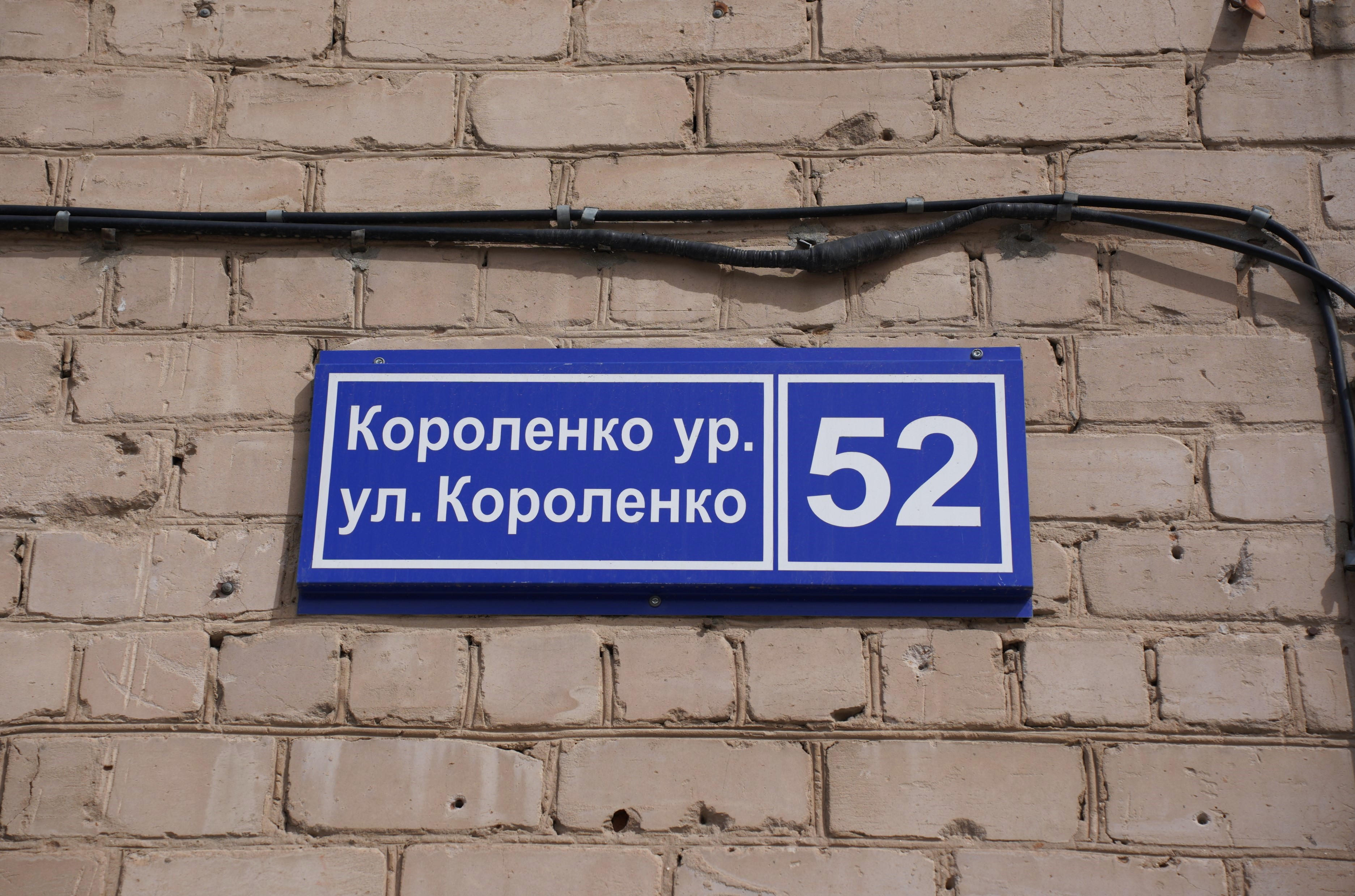
Адресная табличка: улица Короленко, 52

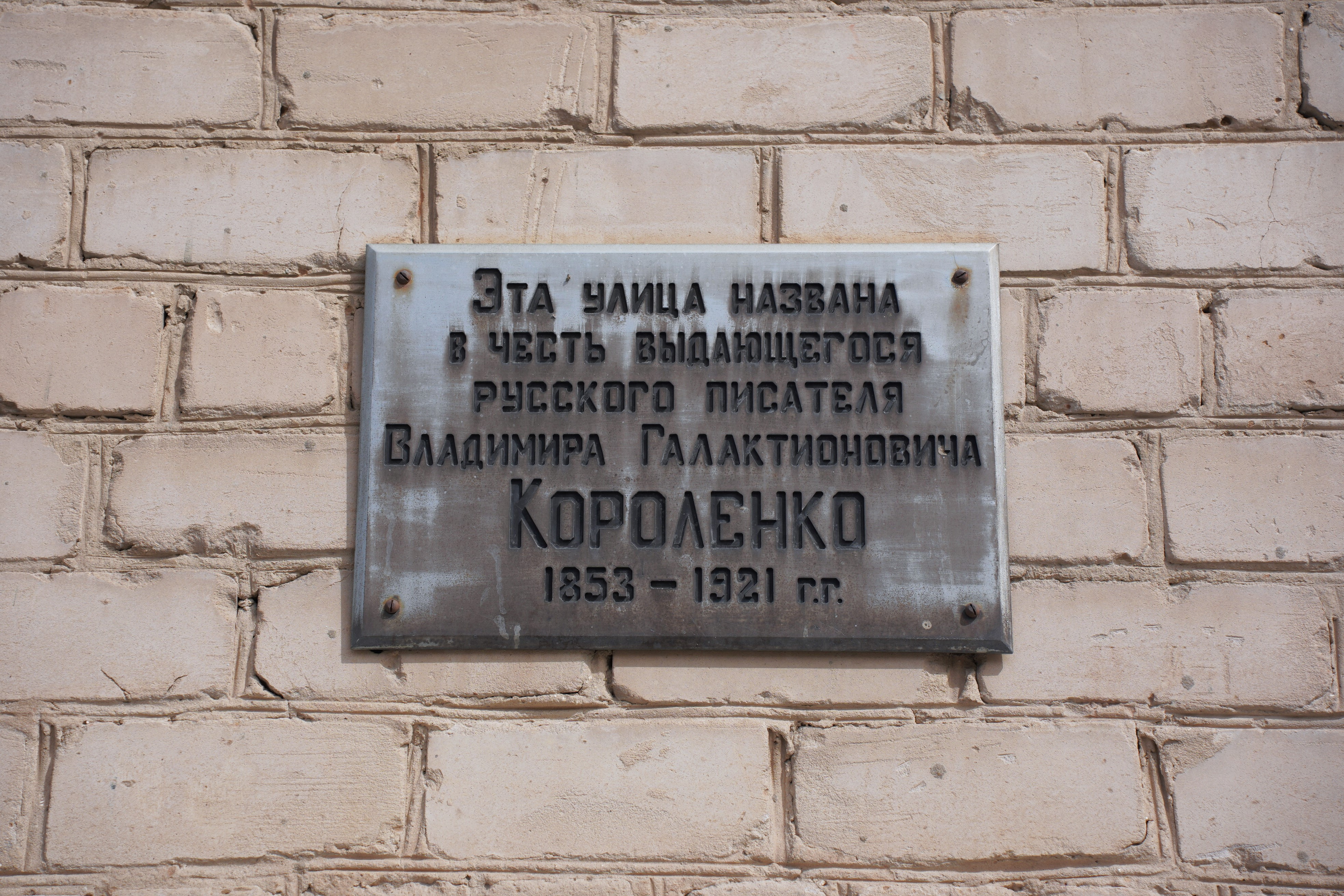
Мемориальная табличка с объяснением названия улицы: улица Короленко, 52

Названа в честь Влади́мира Галактио́новича Короле́нко — русского писателя украинско-польского происхождения, журналиста, публициста, общественного деятеля, заслужившего признание своей правозащитной деятельностью, как в годы царского режима, так и в период гражданской войны и советской власти.

## Расположение
Улица Короленко пролегает с юга на север от Т-образного перекрёстка с улицей Черноморской до промзоны за улицей Миля, пересекая проспект Ямашева, улицы Волгоградская, Чуйкова, Голубятникова, Гагарина, Воровского и железнодорожные пути Северного внутригородского железнодорожного хода Казанского отделения ГЖД. Ранее пересекалась с 1-м, 2-м, 3-м, 4-м, 5-м переулками, улицами Декабристов, Чистопольская, Алтайская, Амурская, Багрицкого, Снежная и МОПРа.
В Московском районе города Казани улица Короленко выполнена в виде двухполосной внутриквартальной дороги с часто установленными искусственными неровностями.
После пересечения с проспектом Хусаина Ямашева — улица Короленко преобразуется в полноценную городскую магистраль с четырьмя-шестью полосами движения с широкой грунтовой разделительной полосой и зонами для разворота.
Улица Короленко так же пересекает улицы Восстания и Чуйкова на их пересечении в так называемом микрорайоне «Солнышко».
В первые годы советской власти продолжала административно входить в 6-ю часть города; после создания в городе административных районов относилась к Заречному (позже — Пролетарскому, до 1934), Ленинскому (1934—1994), Ново-Савиновскому и Московскому (с 1994 года) районам.

## История
Улица возникла не позднее 1899 года как часть Ново-Кизической слободы, или Новой стройки и имела название 1-я линия или Передняя линия, административно относясь к 6-й части города. Переименована в улицу Короленко в конце 1930-х годов.
На 1939 год на улице имелось около 40 домовладений: с № 1/2 по № 57 по нечётной стороне и с № 2/1 по № 24/1 по чётной.
25 марта 1939 года был подписан приказ наркома тяжёлой промышленности СССР о выделении калориферного производства авиационного завода в отдельное предприятие. Оно было построено и переросло в современный завод Элекон.
В конце 1950-х — 1960-х годах началась застройка центральной части Ленинского района типовыми многоэтажными зданиями; дома, стоявшие вдоль проезда, разделявшего кварталы № 5 и 22 с одной стороны, и квартал № 21 с другой, получили адресацию по улице Короленко.
К 1966 году был застроен участок от улицы Воровского до улицы Восстания, в основном пятиэтажными жилыми домами. К 1972 году также пяти- и девятиэтажными домами застроилась часть улицы от улицы Восстания до улицы Черноморской. Планировалось, что и после застройки квартала № 56 улица будет иметь перекрёсток с проспектом Ибрагимова и улицами Декабристов и Чистопольской для чего дом № 11 построен отлично, от общего массива застроек. Затем этот план был пересмотрен, однако до 1988 года изображался на картах существующим.
В конце 90-х начале 2000-х годов на улице проведена реконструкция двух пятиэтажных панельных жилых домов с надстройкой мансарды.

## Объекты, расположенные на улице
- № 2 — барак треста «Гидроспецстрой» (снесён).[22]
- № 24 — гимназия № 20 (бывшая школа № 20).[23]
- № 26 — школа № 34. При школе действует филиал[тат.] музея Баратынского.
- № 26а — республиканская СДЮСШОР по фехтованию.
- № 28 — выставочный павильон товаров народного потребления («Новинка», 1984 год, архитектор Ильдар Нургалеев).[24]
- № 33б — детский сад № 306.
- № 32, 38 — жилые дома треста «Казаньхимстрой»[тат.].[25]
- № 25, 31а, 33а, 37, 50а, 55, 63, 65, 71, 77, 79/1 — кооперативные дома.
  - № 55 — жилой дом завода радиокомпонентов.[26]
  - № 71 — жилой дом моторостроительного завода.[26]
  - № 77 — жилой дом завода оргсинтеза.[26]
- № 34, 36 — жилые дома Казанского электромеханического завода.[27][28]
- № 35а, 41, 42, 44, 50, 91/2 — жилой дом моторостроительного завода.[29]
- № 39 — общежитие Казанского трамвайно-троллейбусного управления (ныне МУП «Метроэлектротранс»).[30]
- № 40 — бывшее общежитие моторопроектного бюро.[31][32]
- № 44а, 52а, 54, 93а, 95, 99, 101, 107, 111 — жилые дома завода радиокомпонентов.[29][33]
- № 56 — Татарстанская таможня (бывший ДК Воровского, ДК завода радиокомпонентов).[23]
- № 58 — завод «Элекон».
- № 58а — Ново-Савиновский районный суд.
- № 63, 67 — жилой дом стройтреста № 1[тат.].[26][34]
- № 67а — жилой дом завода стройдеталей № 1.[31]
- № 85 — общежитие КАИ № 4.[35] В комнате, где проживал Артём Айдинов, в 2019 году был открыт музей боевой комсомольской дружины.[36]
- № 85а — детский сад № 254 (бывший ведомственный моторопроектного бюро).[37]
- № 89 — жилой дом треста «Казтрансстрой».[31]
- № 93 — жилой дом вертолётного завода.[29]
- № 97а — это здание ранее занимал детский сад № 193 моторопроектного бюро.[37]
- № 99а — это здание ранее занимал детский сад № 173 «Гвоздичка» моторостроительного завода.[37]
- № 101 — жилой дом завода п/я 296.[38]
- № 105 — следственный отдел по Ново-Савиновскому району г. Казани.
- № 109 — бывшее общежитие авиазавода.[39][29] В 1960-е годы во время выборов в районный и городской советы в нём располагался избирательный участок.[40][41]
- у северного внутригородского железнодорожного хода — платформа 795 км.

## Транспорт
Автобусы (маршруты 28, 28а, 43, 46, 60), троллейбусы (маршрут 13).

### Троллейбус
Троллейбусная линия на участке между улицами Волгоградской и Ямашева была построена в 1993 году; её начал использовать маршрут № 13. Кроме него, в разное время по этой линии проходили маршруты № 16, 17.

### Трамвай
По некоторым сведениям в 1940-е годы от линии трамвая № 9 по через улицу Короленко к торфоразработкам севернее Савиновской стройки была проложена временная грузовая линия, при строительстве которой предполагалось использовать рельсы, снятые с улицы Свердлова.

## Известные жители
В разное время на улице проживали зам. директора Института биологии КНЦ РАН Владимир Бойко (дом № 61), хоккейный тренер Владимир Гусев (№ 43), кинорежиссёр Владимир Игнатюк (№ 75), писатель Габдулхай Сабитов (№ 45), начальник Петропавловск-Камчатского морского порта Радик Баширов (№ 65), футболист Геннадий Тишкин (№ 81/2).

## Фотографии

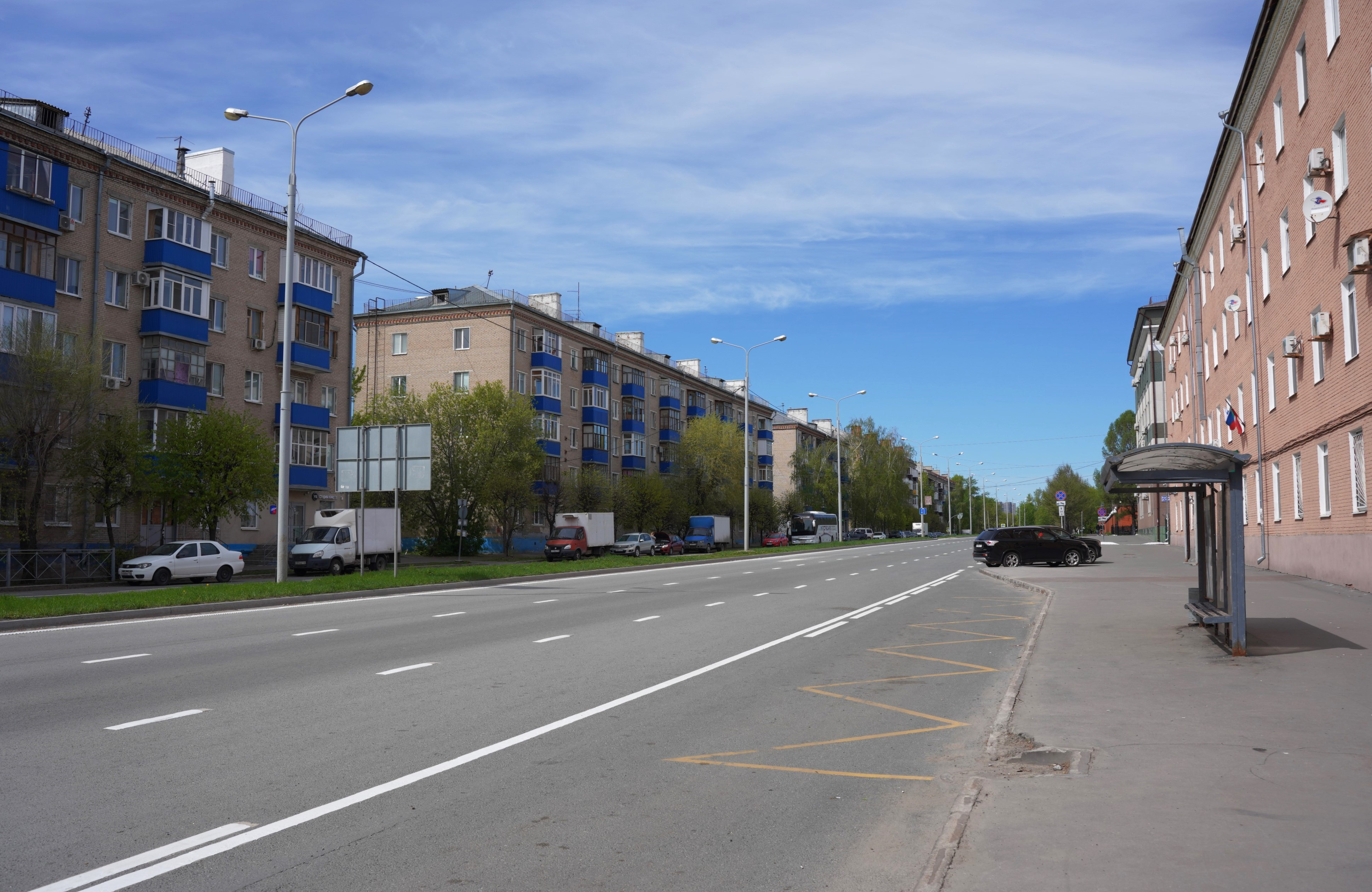
Улица Короленко: вид в северном направлении
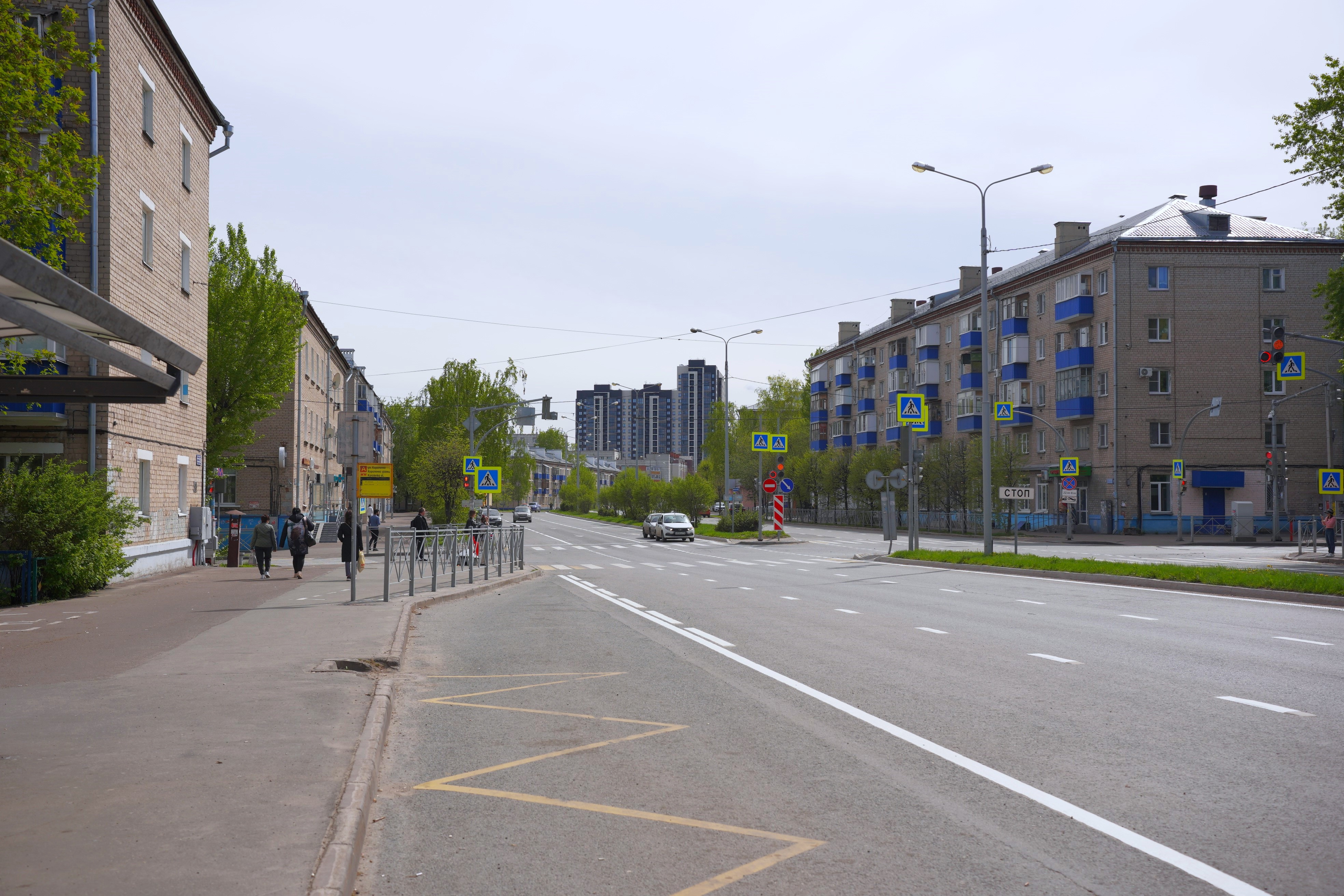
Улица Короленко: вид в южном направлении
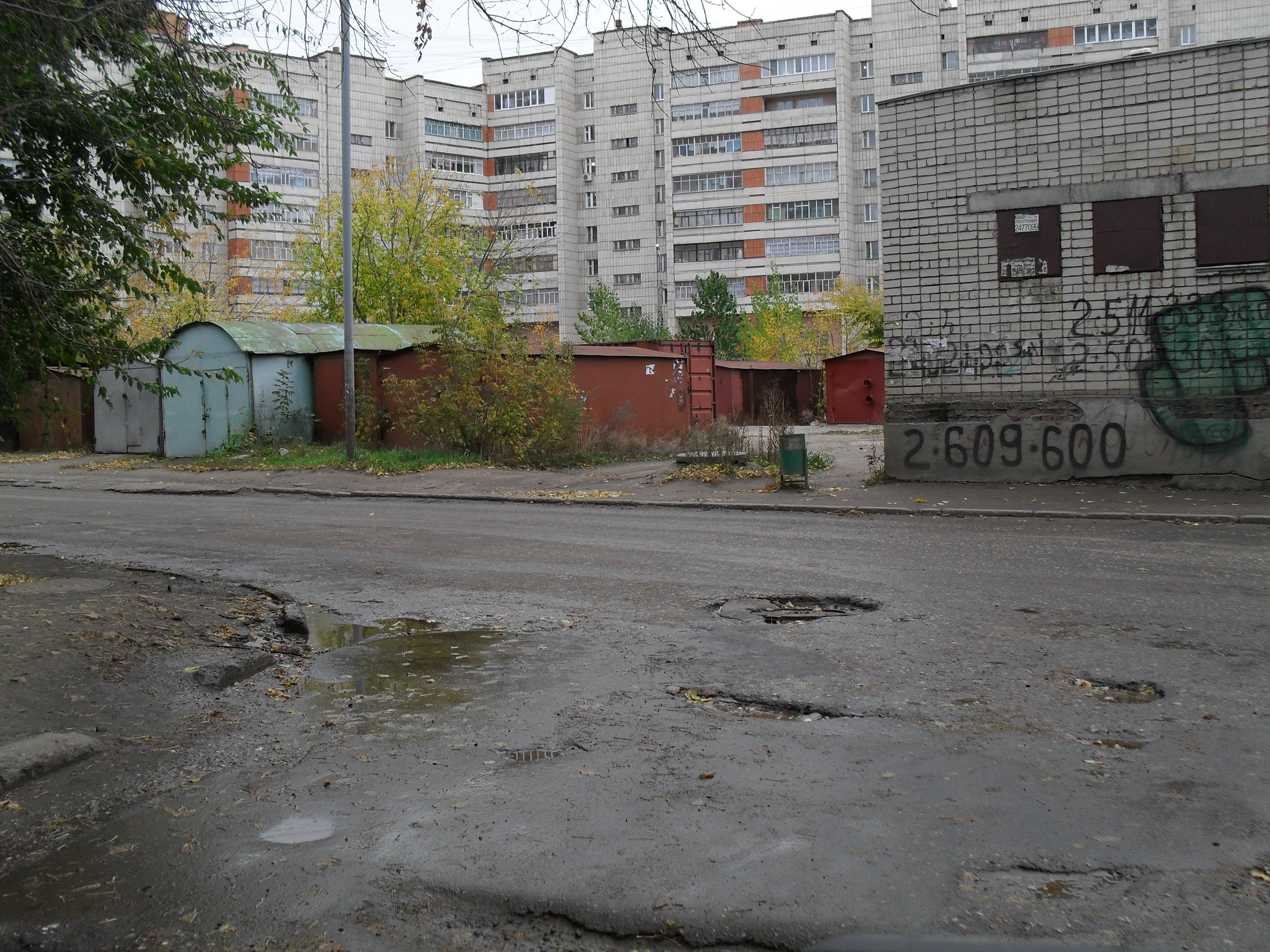
Начало улицы Короленко
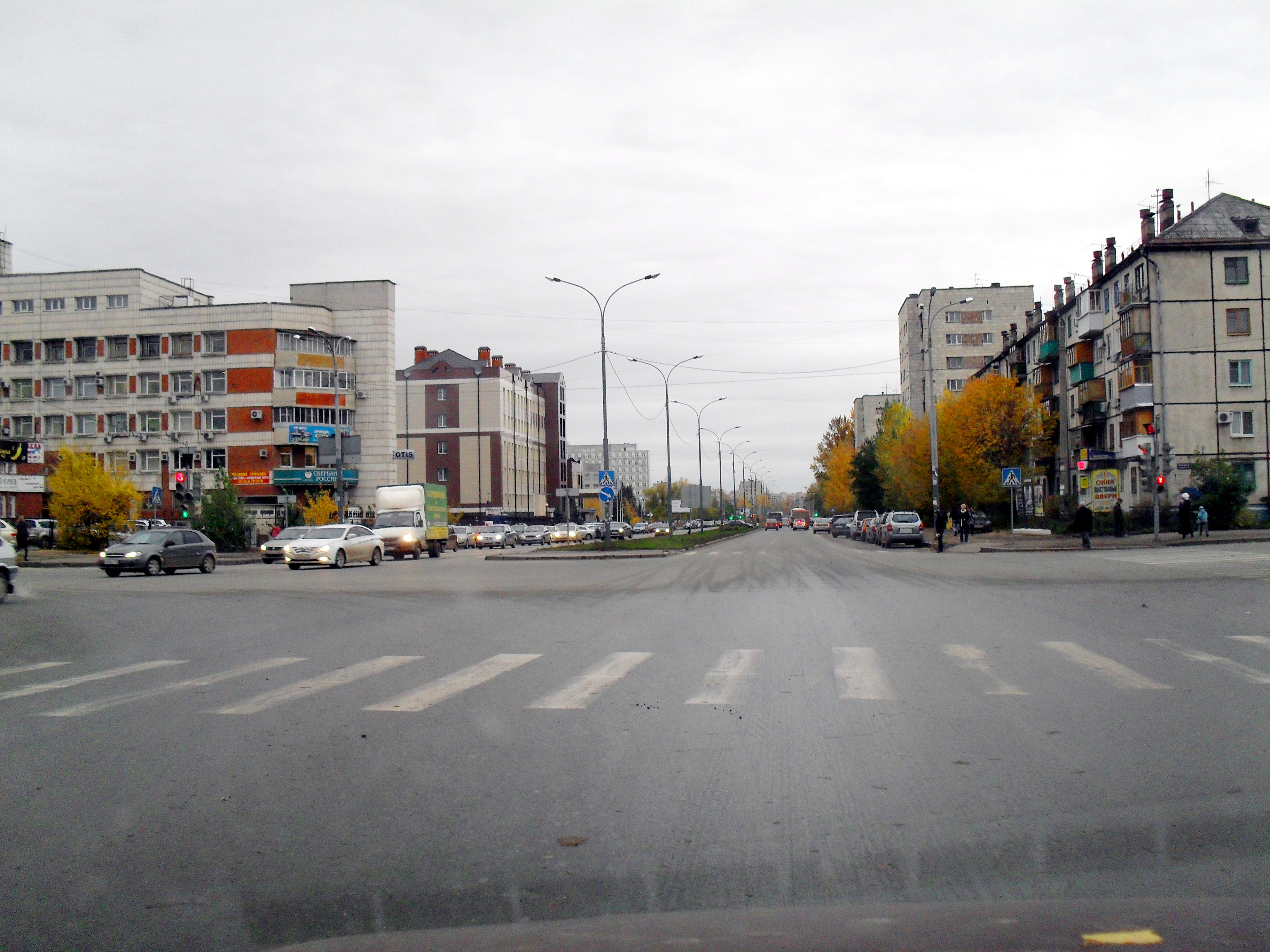
Улица Короленко пересекается с улицами Чуйкова (слева) и Восстания (справа)
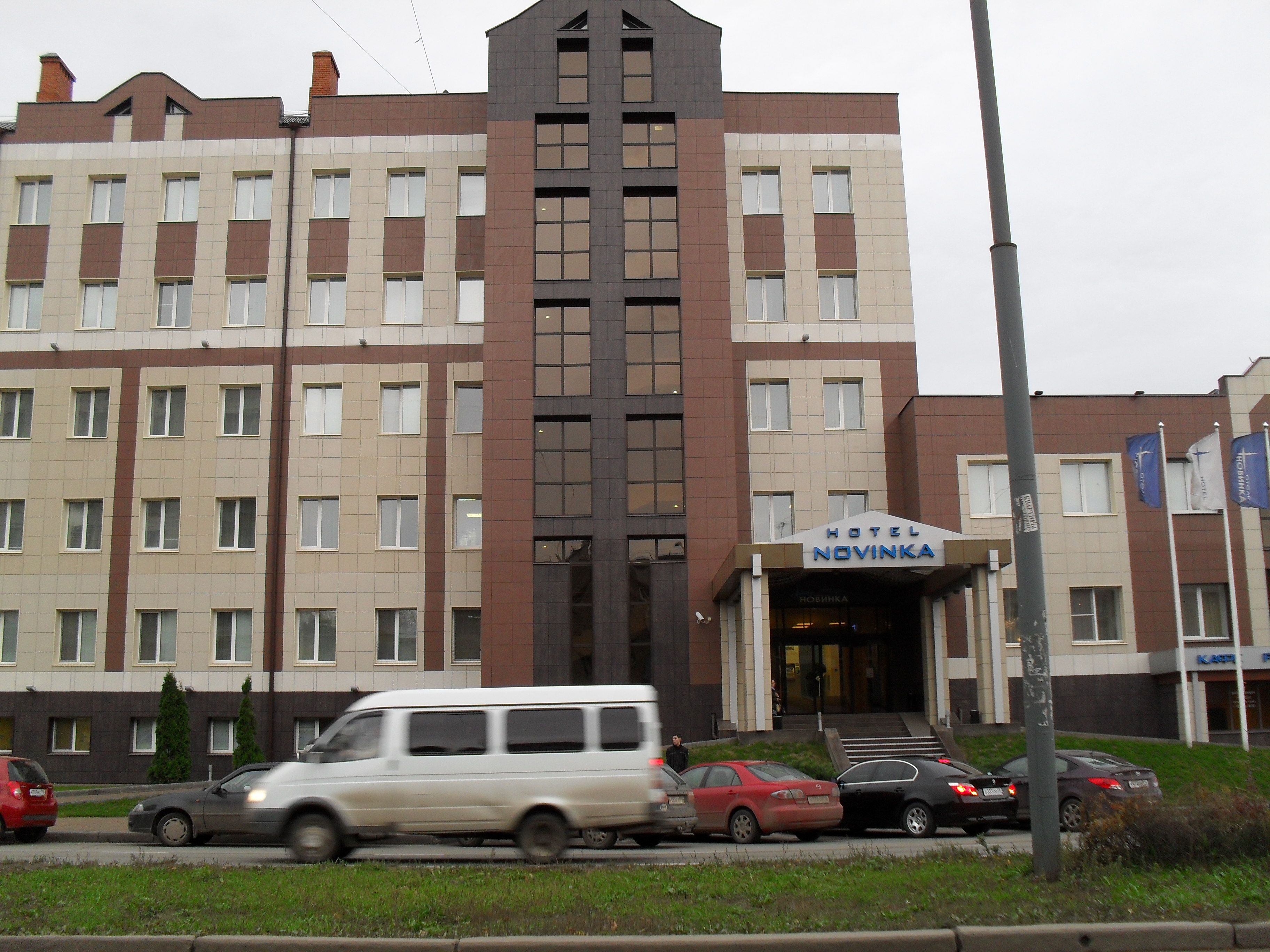
Гостиница «Новинка»
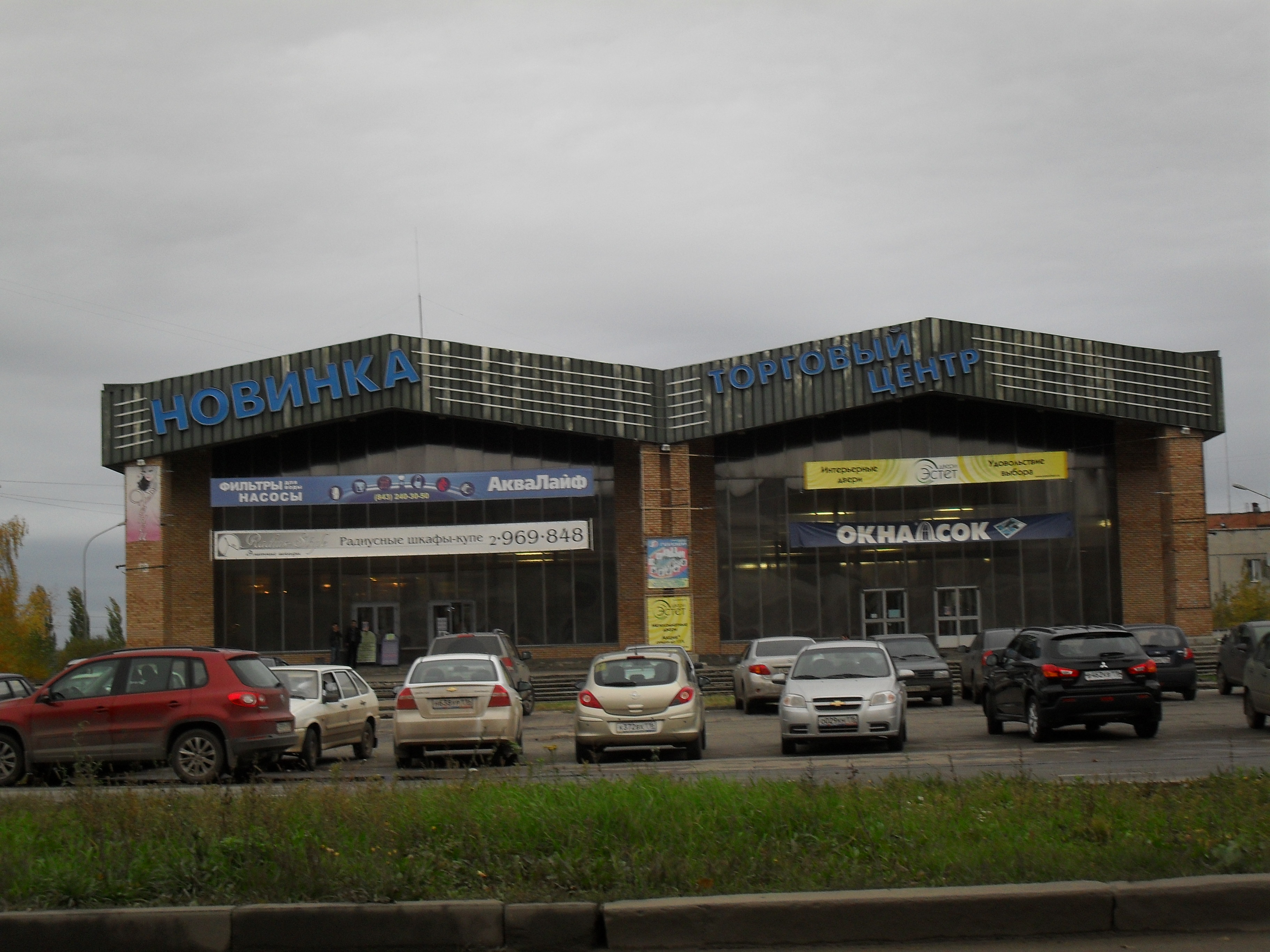
Торговый центр «Новинка»
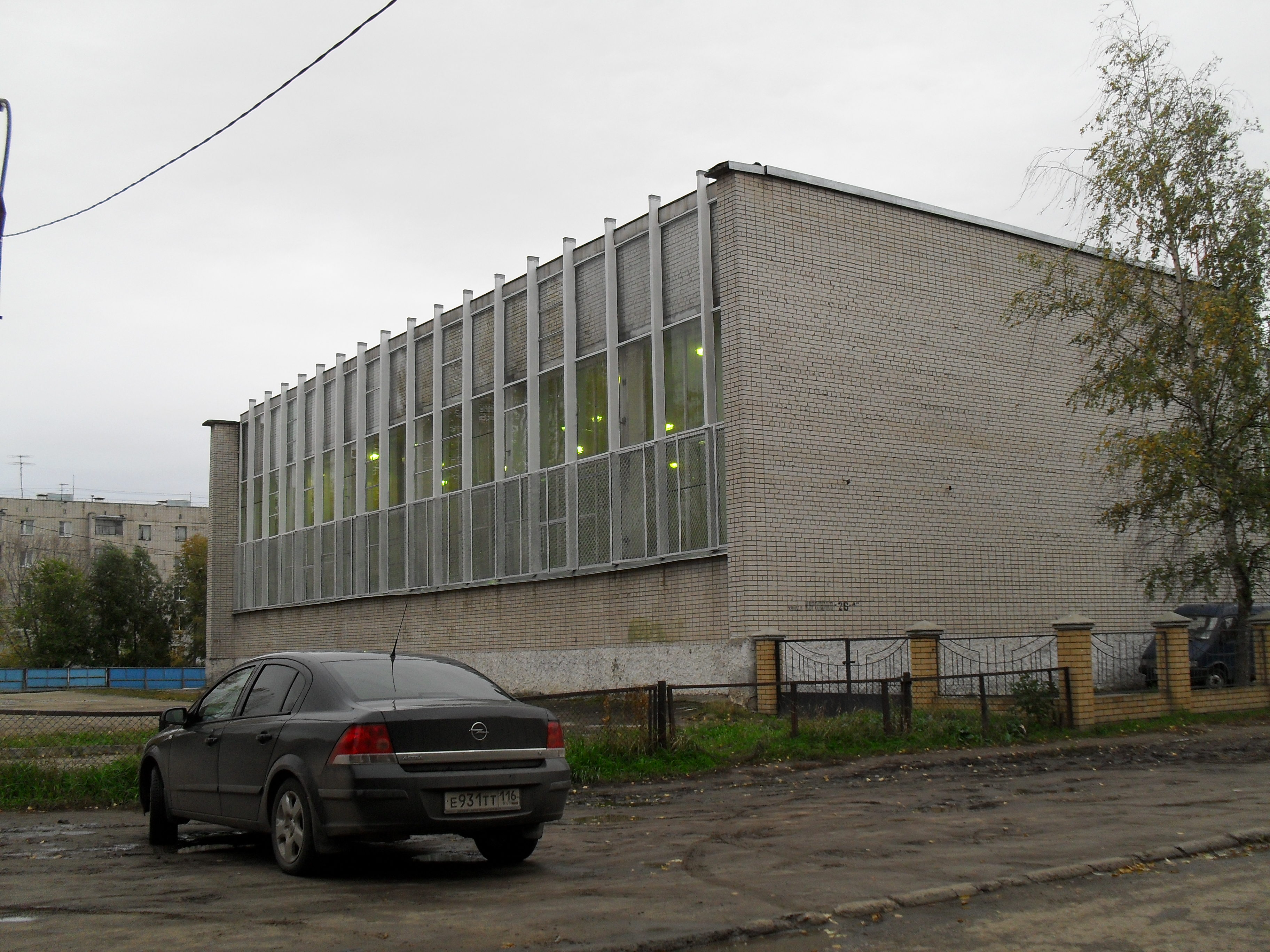
Здание СДЮШОР по фехтованию
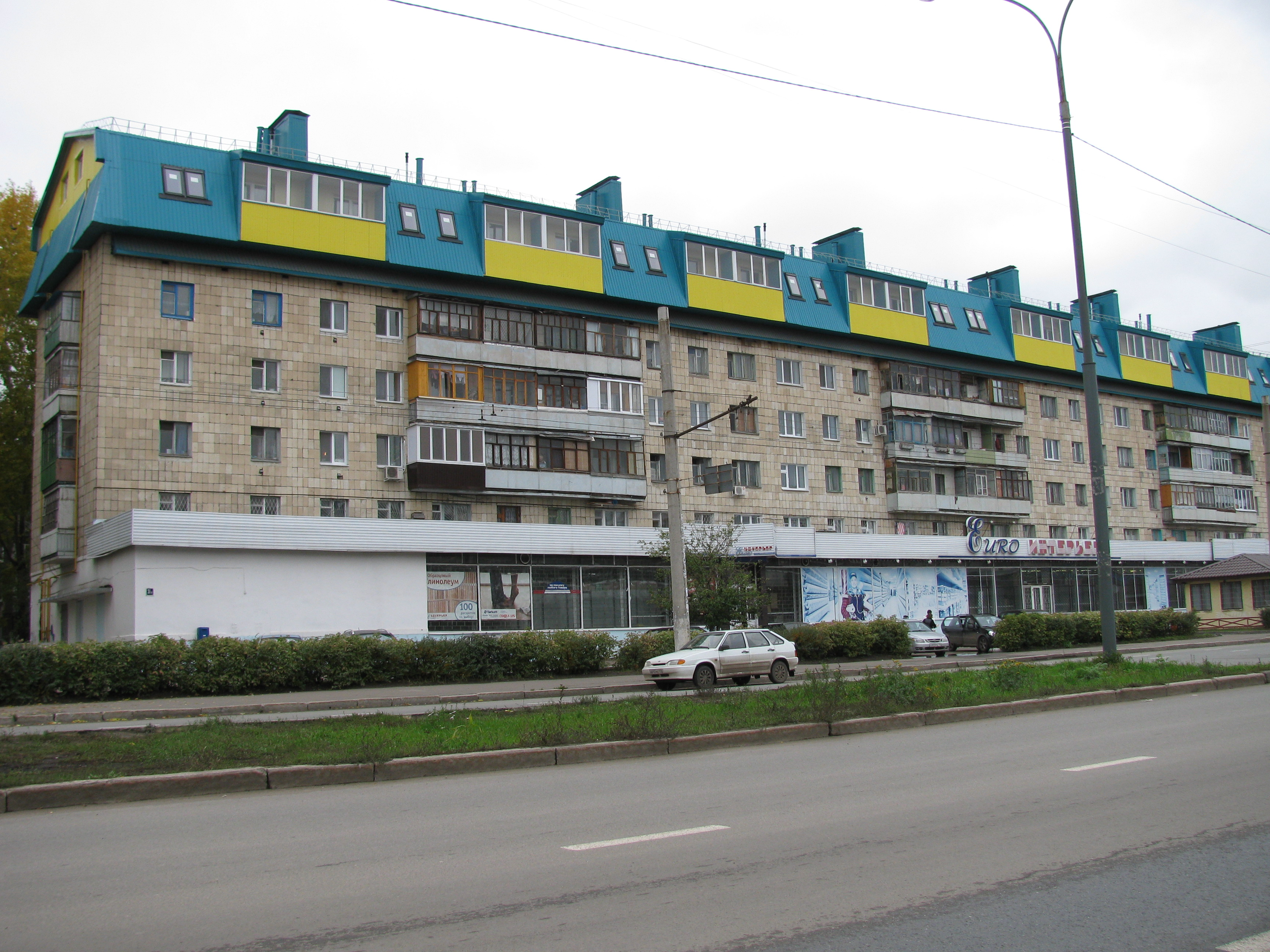
Дом на улице Короленко «хрущевского типа» с надстроенной мансардой
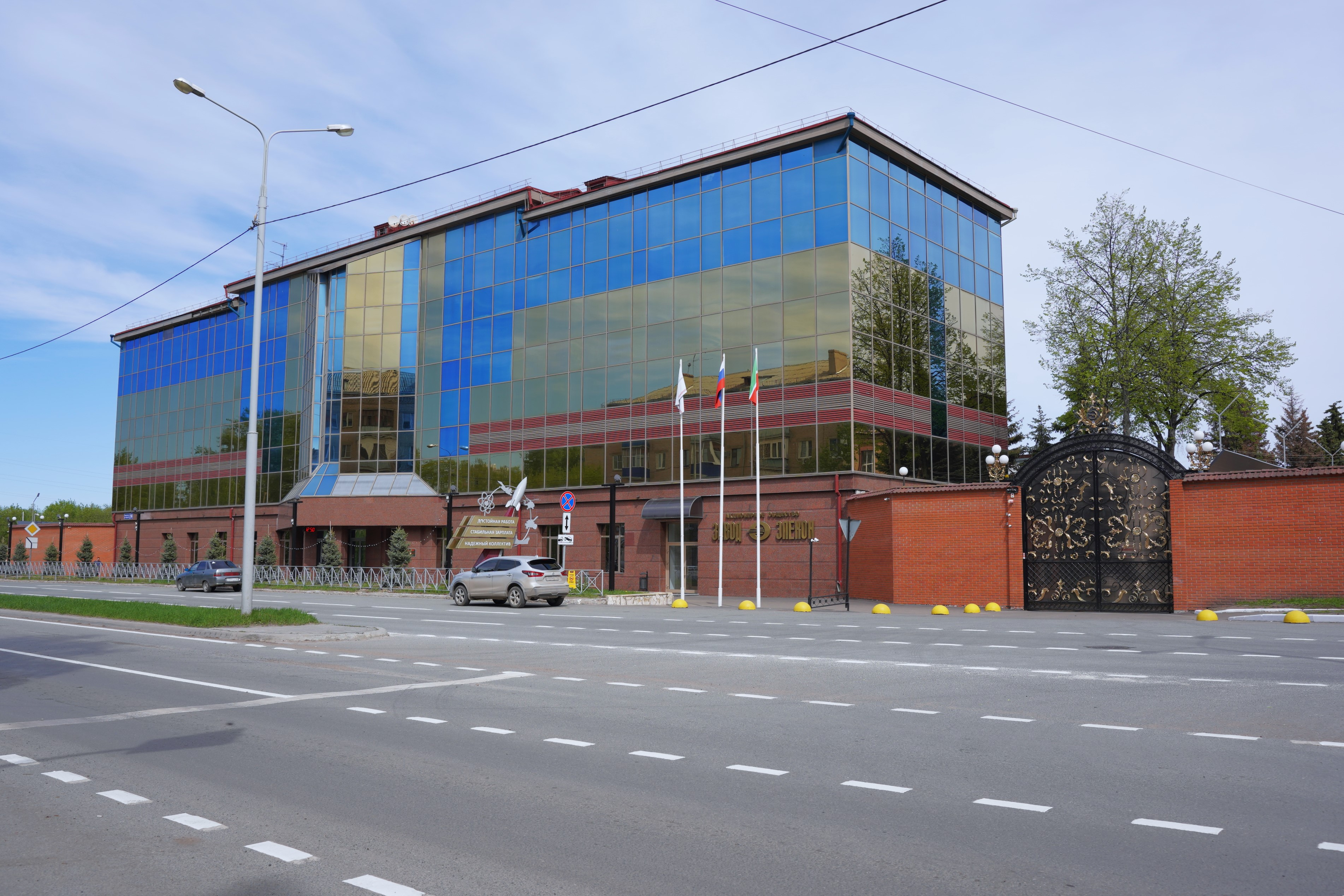
Здание управления АО «Завод Элекон»